# Archdale
Archdale è una città situata nella Contea di Randolph, nella Carolina del Nord. La popolazione della città era 9.014 abitanti al censimento del 2000.

## Geografia fisica
Secondo l'United States Census Bureau, la città sorge su un'area di 20,30 km², interamente costituiti da terraferma.

## Storia
La città era prima conosciuta come Bush Hill, prima era un importante insediamento e ricevette il nome di Archdale in onore di John Archdale, un giovane governatore. Fu incorporata nel Luglio del 1969 sotto la gestione, del poi sindaco, Henry York Sr..

## Attrazioni
- (EN) John Deere Vintage Tractor Museum, su nealsjohndeeretractors.com. URL consultato il 16 luglio 2008 (archiviato dall'url originale il 27 giugno 2017).
- (EN) Zimmerman Vineyards & Tours, su zimmermanvineyards.net.